# Liste der Naturdenkmäler in Nürnberg
Im Stadtgebiet von Nürnberg gibt es 96 Naturdenkmäler (Stand Januar 2017). 
Zwei Naturdenkmale, eine Rotbuche am Laufer Schlagturm und eine Blutbuche im Cramer Klett Park, sind infolge eines Pilzbefalls abgestorben.
Mit Ausnahme des flächenhaften Naturdenkmals Holsteinbruch handelt es sich bei den Naturdenkmalen um Einzelbäume, Baumreihen und Alleen.
| Name                                                                                                | Bild | Kennung | Einzelheiten                          | Position | Fläche Hektar | Datum |
| --------------------------------------------------------------------------------------------------- | --- | ------- | ------------------------------------- | -------- | ------------- | ----- |
| Eiche südöstlich des Wohnhauses Reutleser Straße 57                                                 | BW | 01      | Nürnberg, Großgründlach               | ⊙        |               |       |
| Hohlsteiner Steinbruch                                                                              | | 02      | Nürnberg, Worzeldorf                  | ⊙        |               |       |
| Platane in der Grünanlage Hallerwiese                                                               | | 03      | Nürnberg, Johannis                    | ⊙        |               |       |
| Platane in der Grünanlage Hallerwiese                                                               | BW | 04      | Nürnberg, Johannis                    | ⊙        |               |       |
| Linde in der Grünanlage Hallerwiese                                                                 | | 05      | Nürnberg, Johannis                    | ⊙        |               |       |
| Kastanie in der Grünanlage Kontumazgarten                                                           | BW | 06      | Nürnberg, Kleinweidenmühle            | ⊙        |               |       |
| Platane in der Grünanlage Kontumazgarten                                                            | BW | 07      | Nürnberg, Kleinweidenmühle            | ⊙        |               |       |
| Rotbuche in der Grünanlage Kontumazgarten                                                           | BW | 08      | Nürnberg, Kleinweidenmühle            | ⊙        |               |       |
| Platane in der Grünanlage Kontumazgarten                                                            | BW | 09      | Nürnberg, Kleinweidenmühle            | ⊙        |               |       |
| Platane in der Grünanlage Kontumazgarten                                                            | BW | 10      | Nürnberg, Kleinweidenmühle            | ⊙        |               |       |
| Rotbuche in der Grünanlage Kontumazgarten                                                           | BW | 11      | Nürnberg, Kleinweidenmühle            | ⊙        |               |       |
| Eiche in der Grünanlage Platnersberg                                                                | | 12      | Nürnberg, Erlenstegen                 | ⊙        |               |       |
| Eiche in der Grünanlage Platnersberg                                                                | | 13      | Nürnberg, Erlenstegen                 | ⊙        |               |       |
| Eiche in der Grünanlage Platnersberg                                                                | | 14      | Nürnberg, Erlenstegen                 | ⊙        |               |       |
| Eiche in der Grünanlage Platnersberg                                                                | | 15      | Nürnberg, Erlenstegen                 | ⊙        |               |       |
| Eiche in der Grünanlage Platnersberg                                                                | | 16      | Nürnberg, Erlenstegen                 | ⊙        |               |       |
| Eiche in der Grünanlage Platnersberg                                                                | | 17      | Nürnberg, Erlenstegen                 | ⊙        |               |       |
| Eiche in der Grünanlage Platnersberg                                                                | BW | 18      | Nürnberg, Erlenstegen                 | ⊙        |               |       |
| Eiche in der Grünanlage Platnersberg                                                                | BW | 19      | Nürnberg, Erlenstegen                 | ⊙        |               |       |
| Eiche in der Grünanlage Platnersberg                                                                | BW | 20      | Nürnberg, Erlenstegen                 | ⊙        |               |       |
| Eiche in der Grünanlage Platnersberg                                                                | BW | 21      | Nürnberg, Erlenstegen                 | ⊙        |               |       |
| Holzbirne an der Hügelstraße südwestlich der Sportanlage („Gustav-Adolf-Birnbaum“ in Gebersdorf)    | | 23      | Nürnberg, Großreuth bei Schweinau     | ⊙        |               |       |
| Sommerlinde in der Gerasmühle 15 m flussabwärts des Pumphauses                                      | [[Vorlage:Bilderwunsch/code!/C:49.39455,11.0263!/D: Sommerlinde in der Gerasmühle 15 m flussabwärts des Pumphauses!/\|BW]] | 24      | Nürnberg, Reichelsdorf                | ⊙        |               |       |
| Sommerlinde in der Gerasmühle oberhalb des Pumphauses                                               | BW | 25      | Nürnberg, Reichelsdorf                | ⊙        |               |       |
| Platane im Innenhof des Hauses Grübelstraße                                                         | BW | 26      | Nürnberg, St. Sebald                  | ⊙        |               |       |
| Rotbuche im Cramer Klett Park                                                                       | | 28      | Nürnberg, Gärten bei Wöhrd            | ⊙        |               |       |
| Rotbuche im Cramer Klett Park                                                                       | BW | 29      | Nürnberg, Gärten bei Wöhrd            | ⊙        |               |       |
| Platane im Innenhof „Rädda Barnen“ in der Hirsvogelstraße                                           | | 30      | Nürnberg, Gärten bei Wöhrd            | ⊙        |               |       |
| Eiche im Volkspark Dutzendteich nördlich des Nummernweihers, südlich der Jakob-Wolff-Straße         | | 31      | Nürnberg, Gleißhammer                 | ⊙        |               |       |
| Eiche an der Endhaltestelle Dutzendteich südöstlich der Wendeschleife                               | BW | 32      | Nürnberg, Gleißhammer                 | ⊙        |               |       |
| Eiche im Volkspark Dutzendteich am Nordufer des östlichen Nummernweihers, an der Ostseite im Gehweg | | 33      | Nürnberg, Gleißhammer                 | ⊙        |               |       |
| Eiche im Volkspark Dutzendteich am Nordufer des östlichen Nummernweihers                            | | 34      | Nürnberg, Gleißhammer                 | ⊙        |               |       |
| Eiche in der Grünfläche vor dem Haus Jakob-Wolff-Straße 19/21/23                                    | | 35      | Nürnberg, Gleißhammer                 | ⊙        |               |       |
| Eichenreihe am Südufer des kleinen Dutzendteiches, parallel zum Alfred-Hensel-Weg                   | | 36      | Nürnberg, Gleißhammer                 | ⊙        | 0,0709        |       |
| Allee zwischen Flachweiher und kleinem Dutzendteich                                                 | | 37      | Nürnberg, Gleißhammer                 | ⊙        | 0,2621        |       |
| Linde im Stadtpark, nordöstlich des Stadtparkweihers, südlich des Schillerdenkmals                  | | 38      | Nürnberg, Gärten bei Wöhrd            | ⊙        |               |       |
| Eiche im Vorgarten Ziegelsteinstraße 77                                                             | BW | 39      | Nürnberg, Ziegelstein                 | ⊙        |               |       |
| Platanenallee, zweireihig, an der Südseite des Prinzregentenufers                                   | | 40      | Nürnberg, Wöhrd                       | ⊙        |               |       |
| Eiche auf dem Grundstück Bierweg 26                                                                 | BW | 41      | Nürnberg, Ziegelstein                 | ⊙        |               |       |
| Linde auf dem Grundstück Stahlstraße 6                                                              | BW | 42      | Nürnberg, Ziegelstein                 | ⊙        |               |       |
| Eiche auf dem Grundstück Marloffsteiner Straße 80                                                   | BW | 43      | Nürnberg, Ziegelstein                 | ⊙        |               |       |
| Weide, sechsstämmig, in der Feldflur                                                                | | 44      | Nürnberg, Kleinreuth hinter der Veste | ⊙        |               |       |
| Eiche auf dem Grundstück Marienbergstraße 11                                                        | BW | 45      | Nürnberg, Ziegelstein                 | ⊙        |               |       |
| Eiche am Fritz-Munkert Platz, vor dem Haus Ziegelsteinstraße 150                                    | BW | 46      | Nürnberg, Ziegelstein                 | ⊙        |               |       |
| Eiche vor den Häusern Ziegelsteinstraße 144–146                                                     | BW | 47      | Nürnberg, Ziegelstein                 | ⊙        |               |       |
| Eiche vor den Häusern Ziegelsteinstraße 140–142                                                     | BW | 48      | Nürnberg, Ziegelstein                 | ⊙        |               |       |
| Eiche vor den Häusern Ziegelsteinstraße 138–140                                                     | BW | 49      | Nürnberg, Ziegelstein                 | ⊙        |               |       |
| Eiche vor den Häusern Ziegelsteinstraße 134–136                                                     | BW | 50      | Nürnberg, Ziegelstein                 | ⊙        |               |       |
| Eiche auf dem Grundstück Hasenhof 3                                                                 | BW | 51      | Nürnberg, Ziegelstein                 | ⊙        |               |       |
| Eiche nordwestlich des Hauses Zum Stiegelfeld 12                                                    | BW | 52      | Nürnberg, Ziegelstein                 | ⊙        |               |       |
| Eiche nordöstlich des Hauses Zum Stiegelfeld 12                                                     | BW | 53      | Nürnberg, Ziegelstein                 | ⊙        |               |       |
| Eiche im Vorgarten Bierweg 24                                                                       | BW | 54      | Nürnberg, Ziegelstein                 | ⊙        |               |       |
| Eiche auf dem Grundstück Kunreuther Straße 1                                                        | BW | 55      | Nürnberg, Ziegelstein                 | ⊙        |               |       |
| Eiche auf dem Gehweg vor dem Haus Hetzleser Straße 17 / Ecke Betzensteiner Straße                   | BW | 56      | Nürnberg, Ziegelstein                 | ⊙        |               |       |
| Eiche auf der Grundstücksgrenze Betzensteiner Straße 19                                             | BW | 57      | Nürnberg, Ziegelstein                 | ⊙        |               |       |
| Eiche im nördlichen Grünstreifen am Bierweg, ca. 100 Meter östlich von Bierweg 113                  | BW | 58      | Nürnberg, Ziegelstein                 | ⊙        |               |       |
| Eiche vor dem Haus Ziegelsteinstraße 45                                                             | BW | 59      | Nürnberg, Ziegelstein                 | ⊙        |               |       |
| Eiche (Doppelstamm) auf Grünfläche Heroldsberger Weg / Ziegelsteinstraße                            | BW | 60      | Nürnberg, Ziegelstein                 | ⊙        |               |       |
| Eiche (Doppelstamm) auf Grünfläche vor Haus Ziegelsteinstraße 50                                    | BW | 61      | Nürnberg, Ziegelstein                 | ⊙        |               |       |
| Eiche auf dem Grundstück Ziegelsteinstraße 50                                                       | BW | 62      | Nürnberg, Ziegelstein                 | ⊙        |               |       |
| Eiche auf Grünfläche zwischen Heroldsberger Weg und Carl-Schurz-Straße                              | BW | 63      | Nürnberg, Ziegelstein                 | ⊙        |               |       |
| Eiche vor dem Haus Heroldsberger Weg 4                                                              | BW | 64      | Nürnberg, Ziegelstein                 | ⊙        |               |       |
| Eiche neben Gehweg vor dem Haus Heroldsberger Weg 4                                                 | BW | 65      | Nürnberg, Ziegelstein                 | ⊙        |               |       |
| Eiche in Durchgangsgrünanlage, südwestlich des Grundstückes Jungermannstraße 19                     | BW | 66      | Nürnberg, Großreuth hinter der Veste  | ⊙        |               |       |
| Eiche vor dem Haus Am Bauernwald 17                                                                 | BW | 67      | Nürnberg, Ziegelstein                 | ⊙        |               |       |
| Eiche am Heroldsberger Weg / Ecke Jungermannstraße vor dem Gebäude Heroldsberger Weg 10             | BW | 68      | Nürnberg, Ziegelstein                 | ⊙        |               |       |
| Doppeleiche in der Grünfläche vor den Gebäuden Reinerzer Straße 56 und 58                           | BW | 69      | Nürnberg, Langwasser                  | ⊙        |               |       |
| Eiche vor dem Altenheim Giesbertstraße 65                                                           | BW | 70      | Nürnberg, Langwasser                  | ⊙        |               |       |
| Eiche auf einem eingezäunten landwirtschaftlichen Grundstück am Reuthweg                            | BW | 71      | Nürnberg, Kraftshof                   | ⊙        |               |       |
| Eiche im Randbereich einer Wiese am Reuthweg                                                        | BW | 72      | Nürnberg, Kraftshof                   | ⊙        |               |       |
| Linde in der Feldflur zwischen Gaulnhofen und Worzeldorf                                            | BW | 73      | Nürnberg, Worzeldorf                  | ⊙        |               |       |
| Trauerweide auf dem Grundstück Höllwiesenstraße 77                                                  | BW | 74      | Nürnberg, Mühlhof                     | ⊙        |               |       |
| Eiche an der Großweismannsdorfer Straße                                                             | BW | 75      | Nürnberg, Mühlhof                     | ⊙        |               |       |
| Linde an der Ringelnatzstraße südlich des Greuther Weihers                                          | BW | 76      | Nürnberg, Katzwang                    | ⊙        |               |       |
| Linde auf dem Grundstück Greuth 2                                                                   | BW | 77      | Nürnberg, Katzwang                    | ⊙        |               |       |
| Buche auf Verkehrsinsel am Franz-Reichel-Ring                                                       | BW | 78      | Nürnberg, Langwasser                  | ⊙        |               |       |
| Eiche auf dem Schulgelände an der Ecke Julius-Leber-Straße / Franz-Reichel-Ring                     | BW | 79      | Nürnberg, Langwasser                  | ⊙        |               |       |
| Eiche im Hummelsteiner Park                                                                         | BW | 80      | Nürnberg, Gibitzenhof                 | ⊙        |               |       |
| Alte Eichenallee, ehemalige südliche Uferlinie des kleinen Dutzendteiches                           | BW | 81      | Nürnberg, Gleißhammer                 | ⊙        |               |       |
| Eiche am Ufer des Tullnau-Weihers                                                                   | BW | 82      | Nürnberg, Gleißhammer                 | ⊙        |               |       |
| Alte Eiche an der Regensburger Straße östlich des Grundstücks Regensburger Straße 242               | BW | 83      | Nürnberg, Gleißhammer                 | ⊙        |               |       |
| Alte Laubbäume an der Alten Allee in Schweinau                                                      | BW | 84      | Nürnberg, Schweinau                   | ⊙        |               |       |
| Alte Weidengruppen in der Pegnitztalaue östlich der Ludwig-Erhard-Brücke                            | BW | 85      | Nürnberg, Erlenstegen, Mögeldorf      | ⊙        |               |       |
| Alte Eiche in der Delpstraße, östlich von Haus Delpstraße 40                                        | BW | 86      | Nürnberg, Langwasser                  | ⊙        |               |       |
| Linde auf dem Grundstück Zum Klösterle 6                                                            | BW | 87      | Nürnberg, Worzeldorf                  | ⊙        |               |       |
| Alte Weide an der nordöstlichen Uferlinie des Dutzendteiches gegenüber der Gaststätte Gutmann       | | 88      | Nürnberg, Gleißhammer                 | ⊙        |               |       |
| Eiche im Innenhof der Meistersingerhalle an der Bayernstraße                                        | BW | 89      | Nürnberg, Gleißhammer                 | ⊙        |               |       |
| Eiche südöstlich des kleinen Dutzendteichs                                                          | | 90      | Nürnberg, Gleißhammer                 | ⊙        |               |       |
| Spitzahorn auf dem Grundstück Bothmerstraße 5                                                       | BW | 91      | Nürnberg, Mögeldorf                   | ⊙        |               |       |
| Eiche auf dem Grundstück Ziegenstraße 83                                                            | BW | 92      | Nürnberg, Mögeldorf                   | ⊙        |               |       |
| Eiche auf dem Grundstück Eintrachtstraße 61                                                         | BW | 93      | Nürnberg, Großreuth hinter der Veste  | ⊙        |               |       |
| Rotbuche auf dem Grundstück Blumenstraße 9 a                                                        | BW | 94      | Nürnberg, St. Peter                   | ⊙        |               |       |
| Stieleiche auf dem Grundstück Äußere Bayreuther Straße 128                                          | BW | 95      | Nürnberg, Großreuth hinter der Veste  | ⊙        |               |       |
| Platane auf dem Grundstück Schillerplatz 5–13 (ehem. Tucherbräugelände)                             | BW | 96      | Nürnberg, Großreuth hinter der Veste  | ⊙        |               |       |
| Eiche auf dem Grundstück Hofer Straße 21                                                            | BW | 97      | Nürnberg, Ziegelstein                 | ⊙        |               |       |
| Eichen auf dem Grundstück Schultheißallee 34–38                                                     | BW | 98      | Nürnberg, Gleißhammer                 | ⊙        |               |       |
| Legende für Naturdenkmal                                                                            | |         |                                       |          |               |       |